# Halowe Mistrzostwa Świata w Lekkoatletyce 2022 – bieg na 400 m mężczyzn
Bieg na 400 metrów mężczyzn – jedna z konkurencji biegowych rozgrywanych podczas halowych lekkoatletycznych mistrzostw świata w Štark Arena w Belgradzie.
Tytułu mistrzowskiego z 2018 nie obronił Czech Pavel Maslák, który swój występ w zawodach zakończył na eliminacjach.

## Terminarz
| Data     | Godzina |            |
| -------- | ------- | ---------- |
| 18 marca | 11:00   | Eliminacje |
| 18 marca | 19:15   | Półfinały  |
| 19 marca | 20:15   | Finał      |

## Rekordy
W poniższej tabeli przedstawiono (według stanu przed rozpoczęciem mistrzostw) halowe rekordy świata, rekordy halowych mistrzostw świata, poszczególnych kontynentów oraz najlepszy wynik na listach światowych w 2022.
|                                   | Zawodnik          | Wynik | Miejsce         | Data                |
| --------------------------------- | ----------------- | ----- | --------------- | ------------------- |
| Halowy rekord świata              | Kerron Clement    | 44,57 | Fayetteville    | 12 marca 2005(dts)  |
| Rekord halowych mistrzostw świata | Nery Brenes       | 45,11 | Stambuł         | 10 marca 2012(dts)  |
| Halowy rekord Afryki              | Sunday Bada       | 45,51 | Paryż           | 9 marca 1997(dts)   |
| Halowy rekord Ameryki Południowej | Jhon Perlaza      | 46,07 | Birmingham      | 9 marca 2019(dts)   |
| Halowy rekord Ameryki Północnej   | Michael Norman    | 44,52 | College Station | 10 marca 2018(dts)  |
| Halowy rekord Australii i Oceanii | Steven Solomon    | 45,44 | Clemson         | 23 lutego 2018(dts) |
| Halowy rekord Azji                | Abd al-Ilah Harun | 45,39 | Sztokholm       | 19 lutego 2015(dts) |
| Halowy rekord Europy              | Thomas Schönlebe  | 45,05 | Sindelfingen    | 5 lutego 1988(dts)  |
| Halowy rekord Europy              | Karsten Warholm   | 45,05 | Glasgow         | 2 marca 2019(dts)   |
| Listy światowe                    | Randolph Ross     | 44,62 | Birmingham      | 12 marca 2022(dts)  |

## Wyniki
| WR – rekord świata \| CR – rekord mistrzostw świata \| NR – rekord kraju \| AR – rekord kontynentu \| WL – najlepszy wynik na listach światowych w sezonie 2022 \| SB – najlepszy wynik w sezonie \| PB – rekord życiowy |

### Eliminacje
Awans: Dwóch najlepszych z każdego biegu (Q) oraz dwóch z najlepszymi czasami wśród przegranych (q).
Źródło: World Athletics.
| Pozycja | Bieg | Tor | Zawodnik                  | Reprezentacja                        | Czas  | Uwagi    |
| ------- | ---- | --- | ------------------------- | ------------------------------------ | ----- | -------- |
| 1.      | 1    | 6   | Julien Watrin             | Belgia                               | 45,88 | Q,       |
| 2.      | 5    | 6   | Carl Bengtström           | Szwecja                              | 46,45 | Q        |
| 3.      | 1    | 5   | Trevor Bassitt            | Stany Zjednoczone                    | 46,47 | Q        |
| 4.      | 5    | 4   | Christopher Taylor        | Jamajka                              | 46,48 | Q        |
| 5.      | 5    | 5   | Bruno Hortelano           | Hiszpania                            | 46,49 | q        |
| 6.      | 3    | 5   | Patrik Šorm               | Czechy                               | 46,49 | Q        |
| 7.      | 3    | 6   | Benjamin Lobo Vedel       | Dania                                | 46,58 | Q        |
| 8.      | 4    | 5   | Marqueze Washington       | Stany Zjednoczone                    | 46,66 | Q        |
| 9.      | 2    | 5   | Jereem Richards           | Trynidad i Tobago                    | 46,69 | Q        |
| 10.     | 2    | 4   | Michaił Litwin            | Kazachstan                           | 46,72 | Q        |
| 11.     | 1    | 3   | Kajetan Duszyński         | Polska                               | 46,75 | q        |
| 12.     | 3    | 4   | Patrick Schneider         | Niemcy                               | 46,76 |          |
| 13.     | 3    | 3   | Tom Willems               | Australia                            | 46,77 |          |
| 14.     | 4    | 4   | Boško Kijanović           | Serbia                               | 46,88 | Q        |
| 15.     | 2    | 3   | Zakhiti Nene              | Południowa Afryka                    | 46,92 |          |
| 16.     | 5    | 3   | Håvard Bentdal Ingvaldsen | Norwegia                             | 46,95 |          |
| 17.     | 1    | 4   | Isayah Boers              | Holandia                             | 47,07 |          |
| 18.     | 4    | 3   | Pavel Maslák              | Czechy                               | 47,31 |          |
| 19.     | 1    | 2   | Mazen Al-Yassin           | Arabia Saudyjska                     | 47,65 |          |
| 20.     | 2    | 6   | Manuel Guijarro           | Hiszpania                            | 47,74 |          |
| 21.     | 4    | 2   | Jowan Stojoski            | Macedonia Północna                   | 47,80 |          |
| 22.     | 2    | 2   | Pau Blasi                 | Andora                               | 49,82 |          |
| 23.     | 3    | 2   | Quentin Petit             | Komory                               | 51,55 | SB       |
| 24.     | 5    | 2   | Malique Smith             | Wyspy Dziewicze Stanów Zjednoczonych | 51,98 | SB       |
| 25 !    | 4    | 6   | Lucas Carvalho            | Brazylia                             | DSQ   | TR17.4.3 |

### Półfinały
Awans: Trzech najlepszych z każdego biegu (Q).
Źródło: World Athletics.
| Pozycja | Bieg | Tor | Zawodnik            | Reprezentacja     | Czas  | Uwagi |
| ------- | ---- | --- | ------------------- | ----------------- | ----- | ----- |
| 1.      | 2    | 6   | Carl Bengtström     | Szwecja           | 45,92 | Q     |
| 2.      | 1    | 4   | Jereem Richards     | Trynidad i Tobago | 46,15 | Q     |
| 3.      | 2    | 4   | Trevor Bassitt      | Stany Zjednoczone | 46,26 | Q     |
| 4.      | 1    | 3   | Benjamin Lobo Vedel | Dania             | 46,30 | Q     |
| 5.      | 1    | 5   | Marqueze Washington | Stany Zjednoczone | 46,36 | Q     |
| 6.      | 1    | 6   | Julien Watrin       | Belgia            | 46,54 |       |
| 7.      | 2    | 5   | Patrik Šorm         | Czechy            | 46,55 | Q     |
| 8.      | 2    | 1   | Bruno Hortelano     | Hiszpania         | 46,76 |       |
| 9.      | 1    | 2   | Michaił Litwin      | Kazachstan        | 46,89 |       |
| 10.     | 2    | 2   | Boško Kijanović     | Serbia            | 46,97 |       |
| 11.     | 1    | 1   | Kajetan Duszyński   | Polska            | 47,21 |       |
| 12      | 2    | 3   | Christopher Taylor  | Jamajka           | DNF   |       |

### Finał
Źródło: World Athletics.
| Pozycja | Tor | Zawodnik            | Reprezentacja     | Czas  | Uwagi   |
| ------- | --- | ------------------- | ----------------- | ----- | ------- |
| 01 !    | 6   | Jereem Richards     | Trynidad i Tobago | 45,00 | CR · NR |
| 02 !    | 4   | Trevor Bassitt      | Stany Zjednoczone | 45,05 | PB      |
| 03 !    | 5   | Carl Bengtström     | Szwecja           | 45,33 | NR      |
| 4.      | 3   | Benjamin Lobo Vedel | Dania             | 45,67 | NR      |
| 5.      | 2   | Patrik Šorm         | Czechy            | 46,81 |         |
| 6.      | 1   | Marqueze Washington | Stany Zjednoczone | 46,85 |         |